# Hercule tuant les oiseaux du lac Stymphale
Hercule tuant les oiseaux du lac Stymphale est une peinture de 1500 et réalisée à la détrempe sur toile de 87 × 110 cm par Albrecht Dürer et conservée au Germanisches Nationalmuseum de Nuremberg.

## Histoire
L'œuvre, seul thème mythologique de l'auteur ayant survécu sur support pictural, a selon toute vraisemblance été commandée par Frédéric Le Sage, pour décorer une pièce du château de Wittemberg où se trouvaient trois autres toiles consacrées aux travaux d'Hercule.

## Description et style
Hercule, armé d'un arc et de flèches et prêt à les lancer sur deux monstres ailés apparaissant à gauche, occupe le centre de la scène. Sa figure est probablement tirée d'estampes italiennes, dérivées de l'Hercule et Déjanire d'Antonio Pollaiuolo. Le paysage en arrière-plan fait également référence à des exemples italiens, mais traité avec une palette de rouges sombres et scintillantes, pour représenter les rives du mortel lac Stymphale.
Les oiseaux monstrueux du lac, les harpies, dérivent probablement d'une reconstitution à partir de la description de Dante, comme étant des êtres hybrides et bizarres. Ils se nourrissaient de chair humaine et les tuer était l'un des Douze travaux d'Hercule.